# Danger Days: The True Lives of the Fabulous Killjoys
Albums de My Chemical Romance
The Black Parade Is Dead!
(2008) The Mad Gear and Missile Kid
(2010)
Singles
1. Na Na Na (Na Na Na Na Na Na Na Na Na)
Sortie : 28 septembre 2010
2. The Only Hope for Me Is You
Sortie : 11 octobre 2010
3. Sing
Sortie : 3 novembre 2010
4. Planetary (Go!)
Sortie : 25 mars 2011
5. Bulletproof Heart
Sortie : 12 juin 2011
6. The Kids from Yesterday
Sortie : 20 janvier 2012

Danger Days: The True Lives of the Fabulous Killjoys est le quatrième album studio du groupe américain de punk rock My Chemical Romance sorti le 22 novembre 2010 sur le label Reprise Records et produit par Rob Cavallo. Le groupe a d'ailleurs annoncé une tournée européenne, débutant en octobre 2010, intitulée World Contamination Tour. La chanson Planetary (Go!) a été choisie pour l'introduction européen du jeu de voiture Gran Turismo 5. Le single Na Na Na (Na Na Na Na Na Na Na Na Na) apparaît dans la musique des sims 3 en simlish.

## Liste de chansons
| No  | Titre                                     | Durée |
| --- | ----------------------------------------- | ----- |
| 1.  | Look Alive, Sunshine                      | 0:29  |
| 2.  | Na Na Na (Na Na Na Na Na Na Na Na Na)     | 3:25  |
| 3.  | Bulletproof Heart                         | 4:55  |
| 4.  | Sing                                      | 4:29  |
| 5.  | Planetary (Go!)                           | 4:06  |
| 6.  | The Only Hope for Me is You               | 4:32  |
| 7.  | Jet-Star and the Kobra Kid/Traffic Report | 0:26  |
| 8.  | Party Poison                              | 3:35  |
| 9.  | Save Yourself, I'll Hold Them Back        | 3:49  |
| 10. | S/C/A/R/E/C/R/O/W                         | 4:27  |
| 11. | Summertime                                | 4:06  |
| 12. | DESTROYA                                  | 4:32  |
| 13. | The Kids from Yesterday                   | 5:24  |
| 14. | Goodnite, Dr. Death                       | 1:58  |
| 15. | Vampire Money                             | 3:37  |

## Crédits
My Chemical Romance
- Gerard Way - chant
- Ray Toro - guitare solo, chœur
- Frank Iero - guitare rythmique, chœur/cris
- Mikey Way - basse, voix supplémentaires dans le "Vampire Money"
- Bob Bryar – batterie, percussions (Je n'ai pas pris part à l'enregistrement. Co-auteur de chansons)

Musicien additionnel
- Rob Cavallo - producteur, mixant "The Kids from Yesterday"
- Dorian Crozier - batterie sur "Bulletproof Heart"
- Airi Isoda comme NewsAGoGo - chant supplémentaire sur "Party Poison"
- John Miceli - batterie sur les pistes 6, 9-12, 15-17, chœurs sur la piste 9
- Steven Montano (Steve, Righ?) Comme le Dr. Death Defying - voix sur "Look Alive, Sunshine", "Na Na Na (Na Na Na Na Na Na Na Na Na)", "Jet-Star and the Kobra Kid/Traffic Report" and "Goodnite, Dr. Death"
- Jamie Muhoberac - claviers sur les pistes 3, 6, 9, 11; conception sonore
- Michael Pedicone - batterie sur les pistes 2, 4-5, 8, 13, 15
- Jonathan Rivera - voix supplémentaires sur la bonne voie 9
- James Dewees - claviers sur les pistes 1-2, 4-5, 7-8, 10, 12-15, chœurs
- James Euringer (alias Little Jimmy Urine) - Voix supplémentaires sur "Destroya"